# Abdelwahid al-Marrakushi
Abdelwahid al-Marrakchi (de Marrakech) (1185-1250) est un historien maghrébin qui a vécu à l'époque almohade. 
Né à Marrakech, Abdelwahid al-Marrakchi a étudié à Fès et en Andalousie. Il s'est ensuite rendu en Égypte en 1217. Il a fait un pèlerinage en 1223. Il a visité certains des pays du Levant. En 1224, il termina son œuvre Al-mu'jib fi talkhis akhbar ahl al-Maghrib (« L'agréable synthèse de l'histoire du Maghreb »), une histoire de la dynastie almohade ainsi que de la précédente dynastie des Almoravides, couplé avec un résumé de l'histoire d'al-Andalus de la conquête musulmane jusqu'en 1224.